# Schafstädt

Schafstädt este un oraș din landul Saxonia-Anhalt, Germania.